# Helen Don-Duncan
Helen Don-Duncan (Wigan, 9 de junio de 1981-Coniston, 12 de agosto de 2023) fue una deportista británica que compitió en natación, especialista en el estilo espalda.
Ganó una medalla de plata en el Campeonato Mundial de Natación en Piscina Corta de 1999 y una medalla de plata en el Campeonato Europeo de Natación en Piscina Corta de 1998, ambas en la prueba de 200 m espalda.

## Palmarés internacional
| Campeonato Mundial en Piscina Corta | Campeonato Mundial en Piscina Corta | Campeonato Mundial en Piscina Corta | Campeonato Mundial en Piscina Corta |
| Año                                 | Lugar                               | Medalla                             | Prueba                              |
| ----------------------------------- | ----------------------------------- | ----------------------------------- | ----------------------------------- |
| 1999                                | Hong Kong (China)                   | Medalla de plata                    | 200 m espalda                       |
| Campeonato Europeo en Piscina Corta |                                     |                                     |                                     |
| Año                                 | Lugar                               | Medalla                             | Prueba                              |
| 1998                                | Sheffield (Reino Unido)             | Medalla de plata                    | 200 m espalda                       |